# Aeroporto Internacional de Haikou Meilan
O Aeroporto Internacional de Haikou Meilan é o maior e mais moderno aeroporto da Ilha de Hainan, na República Popular da China. Está localizado a 25 km da principal cidade provincial, que é Haikou, e foi inaugurado em 1999.
O Aeroporto, operado pela Meilan Airport Company Limited, serve passageiros domésticos e internacionais.

## Estrutura
O terminal do aeroporto tem 60.200 m² de espaço, com 45 balcões de check-in e 11 pontos de segurança. O aeroporto tem um quadro de 565 funcionários.
Para ir de táxi da cidade de Haikou até o aeroporto haverá um custo de cerca de 50 iuanes e um tempo de 30 minutos.

## Estatísticas Operacionais
- Número de passageiros (2009): 8.390.478
- Volume de carga (2009): 77.780 toneladas métricas

## Linhas Aéreas e Destinos
| Companhias                                       | Destinos |  |
| ------------------------------------------------ | --- |  |
| AirAsia                                          | Kuala Lumpur |  |
| Air China                                        | Beijing-Capital |  |
| Asiana Airlines                                  | Seoul-Incheon |  |
| China Eastern Airlines                           | Changsha, Guangzhou, Kunming, Shanghai-Pudong |  |
| China Southern Airlines                          | Beijing-Capital, Guangzhou, Hangzhou, Hong Kong, Kunming, Nanning, Shanghai-Pudong, Shenzhen, Taipei-Taoyuan, Tianjin, Xiamen, Zhengzhou, Zhuhai |  |
| Deer Air                                         | Guangzhou |  |
| Grand China Express operado pela Hainan Airlines | Nanning |  |
| Hainan Airlines                                  | Bangkok-Suvarnabhumi, Beijing-Capital, Changsha, Chengdu, Chongqing, Fuzhou, Guangzhou, Guilin, Guiyang, Hangzhou, Hanoi, Hefei, Kunming, Nanchang, Nanjing, Ningbo, Osaka-Kansai, Shanghai-Pudong, Shenzhen, Taipei-Taoyuan, Wenzhou, Wuhan, Xi'an, Xiamen, Zhengzhou |  |
| Hong Kong Airlines                               | Hong Kong |  |
| Jetstar Asia                                     | Singapore |  |
| Okay Airways                                     | Tianjin |  |
| Shandong Airlines                                | Shenzhen |  |
| Shanghai Airlines                                | Shanghai-Pudong |  |
| Shenzhen Airlines                                | Guangzhou, Shenzhen |  |
| Sichuan Airlines                                 | Chengdu |  |
| Spring Airlines                                  | Shanghai-Pudong |  |
| Tiger Airways                                    | Singapore |  |
| Xiamen Airlines                                  | Fuzhou, Zhuhai |  |